# Dany Laferrière
Dany Laferrière, cuyo nombre original fue Windsor Klébert Laferrière (13 de abril de 1953), es un intelectual, escritor y guionista haitiano nacionalizado canadiense.  Vive en Montreal, Canadá. Recibió el premio Médicis por su novela El enigma del retorno. Fue nombrado miembro de la Academia Francesa el 12 de diciembre de 2013 para el asiento número 2.

## Biografía
Laferrière nació en Puerto Príncipe pero pasó su infancia en Petit-Goâve con su abuela Da, (uno de los personajes que han marcado su obra), donde su madre, Marie Nelson, lo envió a la edad de 4 años por temor a que el niño sufriera represalias del régimen de François Duvalier (Papa Doc), por las ideas políticas del padre del menor, Windsor Klébert Laferrière (que había sido alcalde de Puerto Príncipe, y después subsecretario de Industria y Comercio), y a la sazón en el exilio político.
Cuando cumplió 11 años retornó a Puerto Príncipe, para hacer sus estudios secundarios. Aún adolescente escribió crónicas para la revista semanal Le Petit Samedi Soir y para Radio Haití.  En 1976, su amigo periodista Gasner Raymond, de 23 años como él, fue asesinado por los Tontons Macoute. Como resultado de este acontecimiento y por temor a estar en la lista de los perseguidos por el régimen, salió precipitadamente de Haití hacia Montreal. En 1979, regresó por seis meses a Puerto Príncipe para encontrarse con su esposa Maggie, con quien tuvo tres hijas Melissa, nacida en Nueva York, Sara y Alejandra quienes nacieron en Montreal.
En Canadá trabajó en diversas factorías hasta noviembre de 1985, fecha en la que publicó su primera novela Cómo hacer el amor con un negro sin cansarse, obra que fue muy bien recibida por los medios y que poco tiempo después, en 1989, fue adaptada al cine por Jacques Benoit con el mismo título. La novela también fue traducida a varios idiomas.
A partir de 1990, vivió en Miami con su familia continuando su tarea de escritor, pero pronto retornó a Montreal. En el verano de 2007, se inició como cronista de Radio Canadá. Después fue editorialista para la emisión televisiva de Marie-France Bazzo. En noviembre de 2009 recibió el premio Médicis por su nueva novela L'Énigme du retour.
Laferrière se encontraba en Haití durante el temblor de tierra de enero de 2010 del cual escapó sano y salvo y que le permitió escribir un año después Tout bouge autour de moi. A su regreso a Montreal fue nombrado la personalidad del año 2009 otorgado por la prensa y la radio canadienses. En 2009, el cineasta y fotoperiodista venezolano, Pedro Ruiz. realizó el documental La deriva dulce de un niño haitiano, sobre su vida.
El 12 de diciembre de 2013 fue elegido, durante el primer escrutinio, miembro de la Academia Francesa para el sillón número 2, convirtiéndose así en el primer haitiano y el primer canadiense en formar parte de este grupo de élite intelectual que se ha denominado los inmortales desde que el Cardenal Richelieu fundó la Academia en 1635.

## Reconocimientos
- 1991 - Premio Carbet del Caribe por L'Odeur du café
- 1993 - Premio Edgar- Lesperance por Le Goût des jeunes filles
- 2002 - Premio RFO del Libro por Cette grenade dans la main du jeune nègre est-elle une arme ou un fruit?
- 2006 - Premio del Gobernador General de Canadá
- 2009 - Premio Médicis por L'Énigme du retour
- 2009 - Gran Premio del libro de Montreal por L’Énigme du retour
- 2010 - Personalidad del año en 2009 La Presse/Radio-Canada
- 2010 - Gran Premio Literario Metrópoli Azul
- 2010 - Doctorado honorífico en la Universidad de Quebec
- 2013 - Elección en la Academia Francesa

## Obra
- Cómo hacer el amor con un negro sin cansarse, Montréal, VLB Éditeur, 1985.
- Éroshima, Montréal, VLB Éditeur, 1987.
- L'Odeur du café, Montréal, VLB Éditeur, 1991; Grasset, 2012.
- Le Goût des jeunes filles, Montréal, VLB Éditeur, 1992.
- Cette grenade dans la main du jeune Nègre est-elle une arme ou un fruit?, Montréal, VLB Éditeur, 1993.
- Chronique de la dérive douce, Montréal, VLB Éditeur, 1994; Paris, Grasset, 2012.
- Pays sans chapeau, Outremont, Lanctôt Éditeur, 1996; Montréal, Boréal "Compact", 2006.
- La Chair du maître, Outremont, Lanctôt Éditeur, 1997.
- Le Charme des après-midi sans fin, Outremont, Lanctôt Éditeur, 1997; Montréal, Boréal "Compact", 2010.
- Le Cri des oiseaux fous, Outremont, Lanctôt Éditeur, 2000; Montréal, Boréal "Compact", 2010.
- Vers le sud, Montréal, Boréal, 2006.
- Je suis fatigué, Outremont, Lanctôt Éditeur, 2001.
- Les Années 1980 dans ma vieille Ford, Montréal, Mémoire d'encrier, 2005.
- Je suis un écrivain japonais, Montréal, Boréal, 2008 et Boréal "Compact", 2009.
- L'Énigme du retour, Montréal, Boréal, 2009 et Boréal "Compact", 2010; Paris, Grasset, 2009.
- Tout bouge autour de moi, Montréal, Mémoire d'encrier, 2010; Paris, Grasset, 2011. Comentarios sobre su experiencia en el temblor de Haití de 2009.
- L’Art presque perdu de ne rien faire, Montréal, Boréal, 2011.
- Journal d'un écrivain en pyjama, Montréal, Mémoire d'encrier, 2013; Paris, Grasset, 2013.
- Je suis fou de Vava, illustrations de Frédéric Normandin, collection jeunesse, Montréal, Éditions de la Bagnole, 2006.
- La Fête des morts, illustrations de Frédéric Normandin, collection jeunesse, Montréal, Éditions de la Bagnole, 2009.